# Metro v Šanghaji
Metro v Šanghaji (čínsky v českém přepisu Šang-chaj ti-tchie, Šang-chaj kuej-tao ťiao-tchung, pchin-jinem Shànghǎi dìtiě, Shànghǎi guǐdào jiāotōng, znaky 上海地鐵 / 上海軌道交通) tvoří síť 18 linek metra v Šanghaji. I když první linka byla otevřena až v roce 1993, již v roce 2010 se síť se svými 439 km stala nejrozsáhlejší na světě (překonala i londýnské nebo newyorské metro) a patří také mezi nejvytíženější. Síť se dále rozvíjí, ve výstavbě je jedna nová a různá prodloužení stávajících tras. V roce 2024 byla její délka přesáhnout 808 km.

Mapa sítě

Postup výstavby

Několik linek bylo otevřeno v souvislosti s přípravou na Expo 2010. Linka 13 má pak dokonce dvě ze svých současných tří stanic v areálu výstavy a je přístupná pouze se vstupenkou na výstavu.

## Linky
| Linka    | Barva         | Konečné stanice           | Konečné stanice                   | Provoz od | Posl. prodl. | Délka (km) | Stanic |
| -------- | ------------- | ------------------------- | --------------------------------- | --------- | ------------ | ---------- | ------ |
| Linka 1  | Červená       | Fujin Road                | Xinzhuang                         | 1993      | 2007         | 36,4       | 28     |
| Linka 2  | Zelená        | Východní Xujing           | Mezinárodní letiště Pudong        | 1999      | 2010         | 63,8       | 30     |
| Linka 3  | Žlutá         | Severní Jiangyang Road    | Šanghajské jižní nádraží          | 2000      | 2006         | 40,3       | 29     |
| Linka 4  | Tmavě fialová | Yishan Road (okružní)     | Yishan Road (okružní)             | 2005      | 2007         | 33,7       | 26     |
| Linka 5  | Fialová       | Xinzhuang                 | Minhang Development Zone          | 2003      | -            | 17,2       | 11     |
| Linka 6  | Magenta       | Gangcheng Road            | Oriental sportovní centrum        | 2007      | 2011         | 32,3       | 28     |
| Linka 7  | Oranžová      | Jezero Meilan             | Huamu Road                        | 2009      | 2010         | 44,2       | 33     |
| Linka 8  | Modrá         | Shiguang Road             | Dálnice Shendu                    | 2007      | 2011         | 37,4       | 30     |
| Linka 9  | Světle modrá  | Jižní nádraží Songjiang   | Střední Yanggao Road              | 2007      | 2012         | 52,1       | 26     |
| Linka 10 | Purpurová     | Xinjiangwancheng          | Nádraží Hongqiao / Hangzhong Road | 2010      | 2020         | 45         | 37     |
| Linka 11 | Hnědá         | Severní Jiading / Huaqiao | Luoshan Road                      | 2009      | 2013         | 82,4       | 39     |
| Linka 12 | Světle zelená | Qixin Road                | Jinhai Road                       | 2013      | 2015         | 40,4       | 32     |
| Linka 13 | Růžová        | Jinyun Road               | Zhangjiang Road                   | 2012      | 2018         | 43,3       | 36     |
| Linka 14 | Olivová       | Fengbang                  | Guiqiao Road                      | 2021      | -            | 38,18      | 30     |
| Linka 15 | Slonovinová   | Gucun Park                | Zizhu Hi-tech Park                | 2021      | -            | 42,3       | 30     |
| Linka 16 | Tyrkysová     | Longyang Road             | Jezero Dishui                     | 2013      | 2014         | 59,0       | 13     |
| Linka 17 | Světle hnědá  | Hongqiao Railway Station  | Xicen                             | 2017      | 2024         | 41,6       | 14     |
| Linka 18 |               | South Changjiang Road     | Hangtou                           | 2020      | 2021         | 36,5       | 26     |

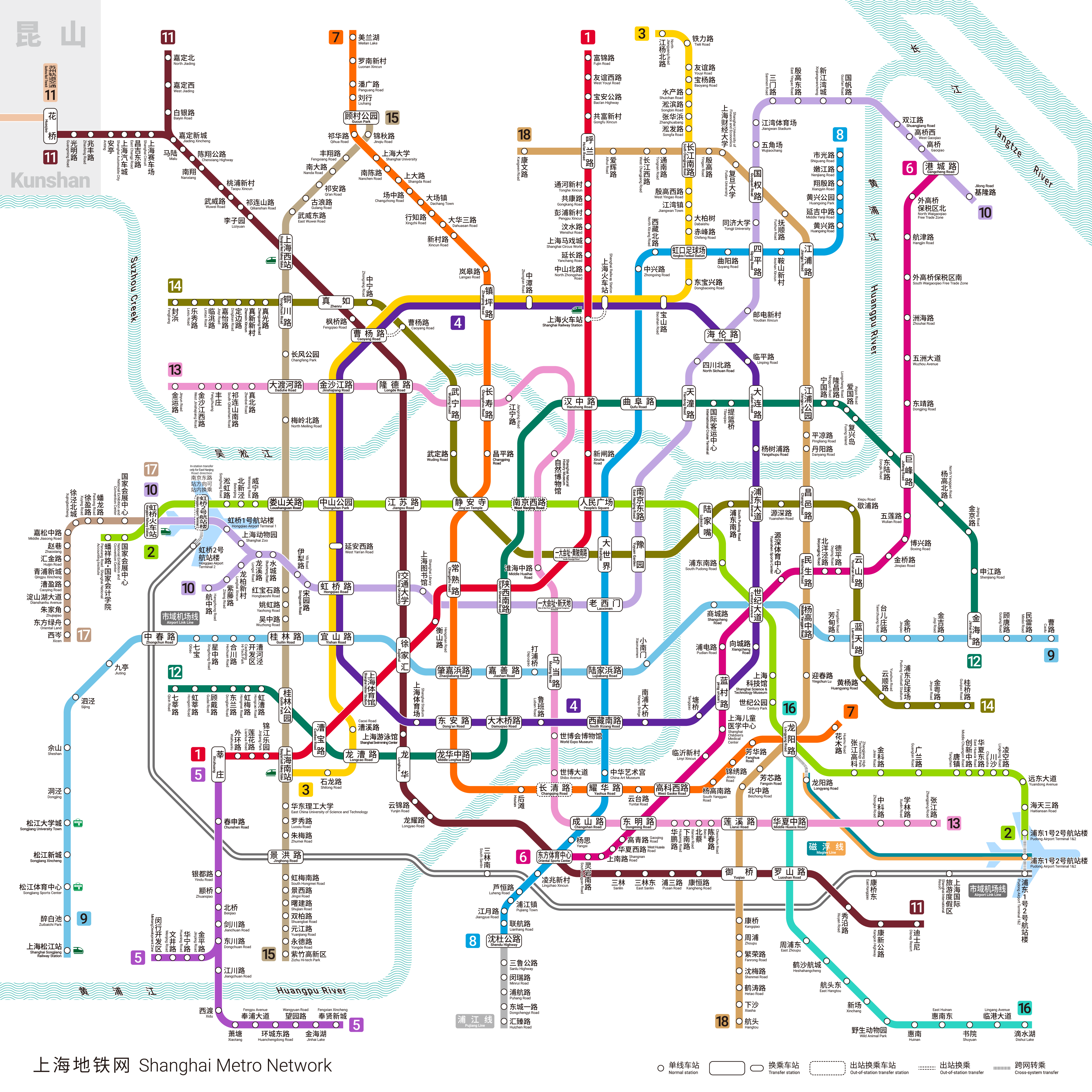
Metro v Šanghaji

Šedá linka č. 22 není považována za součást systému, stejně jako linka Maglev.